# Пельмені
Пельме́ні (удм. пельнянь, трансліт. pelňaň, комі-перм. і комі пельнянь), заст. вушка — вироби з яєчного тіста з пшеничного борошна з начинкою з меленого м'яса свійської худоби чи риби, грибів і картоплею, приправ та зварених в окропі чи росолі.
Є популярною стравою в Україні, Росії, та Білорусі.
Подаються та вживаються з оцтом, олією, вершковим маслом, сметаною, різноманітними соусами. Інколи беруть частину окропу, у якому варили пельмені, і додають оцет.

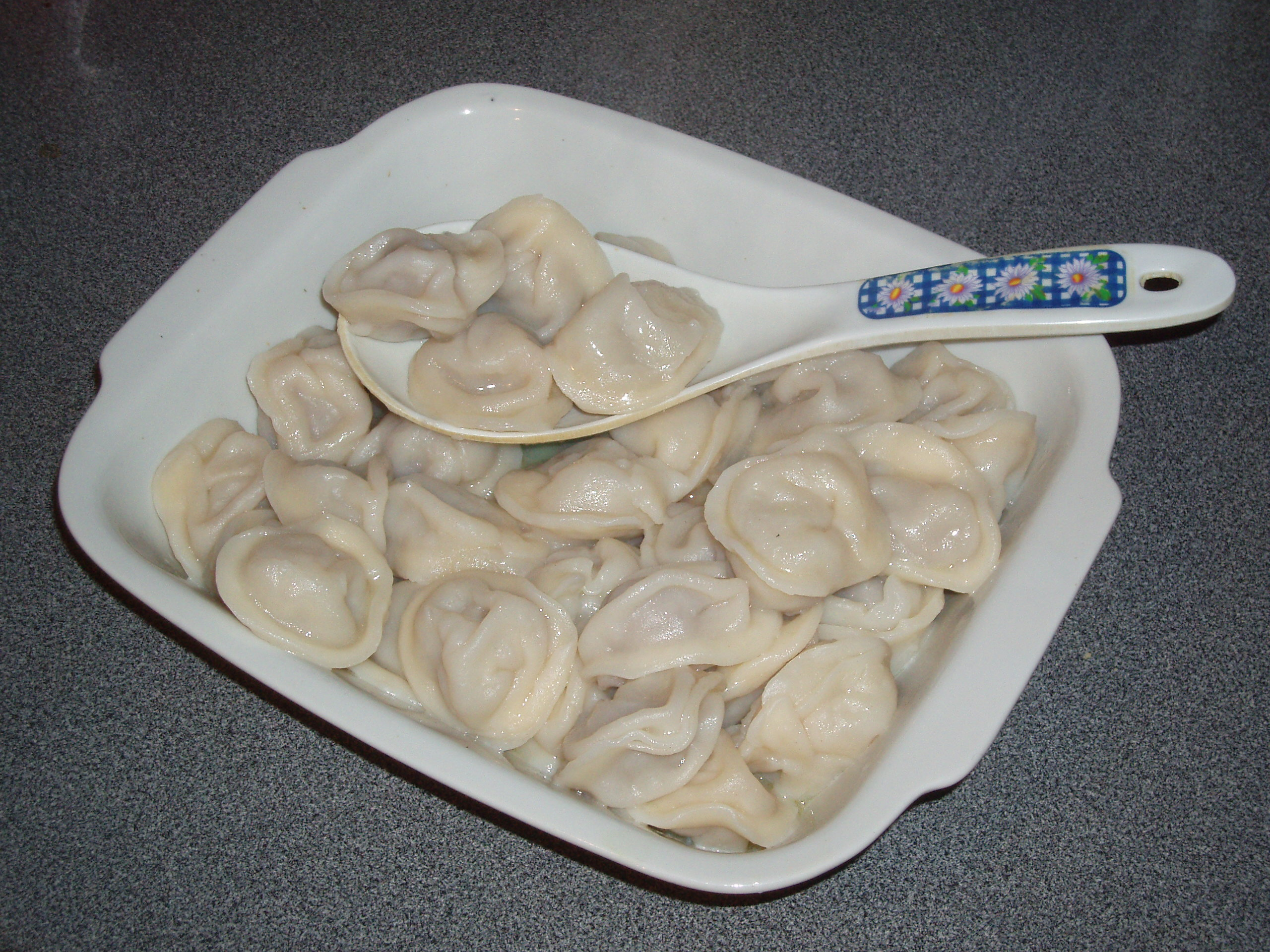
Пельмені

## Етимологія
Уважається, що назва страви пельмені походить від словосполучення: пель + нянь — «вухо» і «хлібець» удмуртською та мовою комі До російської та татарської кухонь страва, як і багато інших[джерело?], потрапила з перм'яцької кухні.
На Уралі пельмені називають «вогняним м'ясом».
Змішання росіянами двох слів «пельняні» і «пермяні» (тобто пермська, пермяцька їжа), які (слова) вживалися з XVII ст., дало в XIX ст. «пельмені», які стали російською і міжнародною назвою цієї страви.
Особливістю перм'яцьких пельменів є те, що в них використовується три види м'яса (яловичина — 45 %, баранина — 35 %, свинина — 20 %). В татарській та узбецькій кухні пельмені (манти) роблять тільки з баранини, в литовській — зі свинини, в російській — переважно з яловичини. Тільки на Уралі і в Сибіру пельмені роблять із суміші яловичини і свинини, що і виявляє їхню близьку спорідненість з «пельнянями». Крім м'ясних пельменів у перм'яцькій кухні поширені «пельняні» з грибами, цибулею, ріпою і квашеною капустою.

## Відмінності

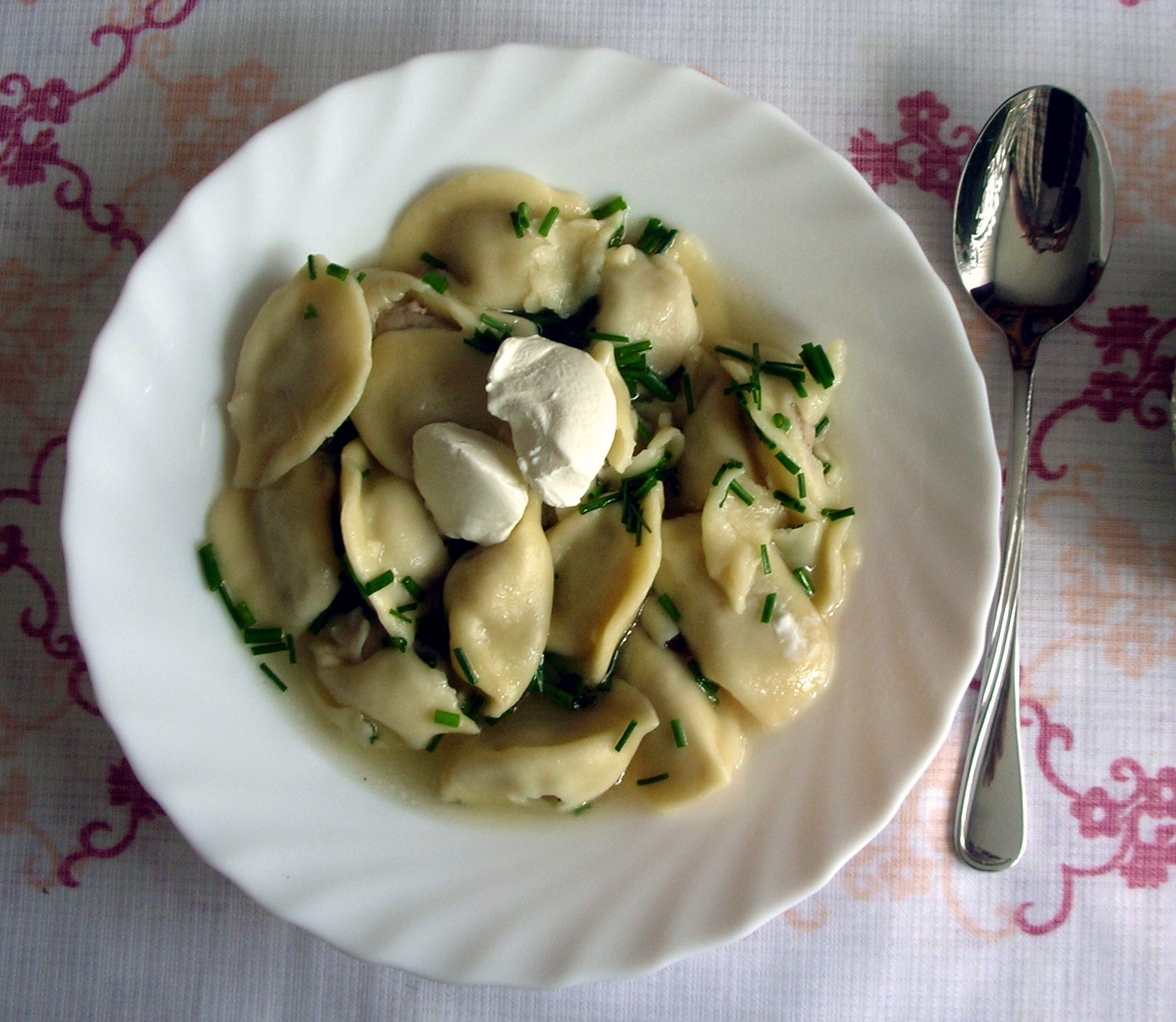
Пельмені з сметаною і цибулею

Найважливішою відмінністю пельменів від інших подібних видів кулінарних виробів є товщина оболонки тіста, що неодмінно робиться настільки тонкою, наскільки це взагалі можливо, а кількість начинки в готовому продукті істотно перевищує кількість тіста. Ця особливість легко пояснюється історично. Пельмені були запозичені у фіно-угорських народів Уралу, які в основному займались ловлею дичини і риби та збором грибів та ягід. Ці народи жили в порівняно важкодоступних місцях, і при наявності більш ніж достатньої кількості продуктів, що використовуються для начинки, борошна для виготовлення тіста було дуже мало і коштувало воно дорого. Тому, тонка оболонка і велика кількість начинки — це спочатку був вимушений захід, який став характерною рисою страви.
Також, відмінною рисою пельменів є те, що вони не можуть мати солодку начинку. Цим вони відрізняються від галушок, які взагалі не мають начинки, або від класичних вареників, які можуть мати солодку начинку.
Ще однією характерною рисою є те, що начинка пельменів, перед їхнім приготуванням, неодмінно сира, не готова до вживання (м'ясо, риба, гриби тощо), а начинка вареників вже готова до вживання.

## Новий стандарт в Україні
З 1 листопада 2008 року вступили у дію нові українські національні стандарти виробництва м'ясних напівфабрикатів у тістовій оболонці. До переліку таких продуктів входять вареники з м'ясом, чебуреки, манти, пельмені, равіолі та хінкалі. Держспоживстандарт увів обов'язковий вміст фаршу в пельменях не менш 50 % — доти ця цифра зазвичай сягала 40 % на 60 % тіста. Після 1 листопада 2008 року пельменями може називатись лише та продукція, тістова оболонка якої становить не більше 50 %. В іншому разі цей продукт має називатися «равіолі».

## Приготування пельменів

### Рецепт тіста
До складу тіста для пельменів входять:
- борошно — 300 г
- яйце — 1 шт.
- вода — 100 г
- сіль — за смаком

Борошно всипати до великої миски, зробити в центрі заглиблення в яке вибити яйце, розмішане з водою та чайною ложкою солі. Замісити круте тісто.
| М'ясний фарш для пельменів | Яєчне тісто для виготовлення пельменів | Виготовлення пельменів | Виготовлені пельмені |

### Рецепт м'ясного фаршу
До складу фаршу для пельменів входять:
- телятина — 350 г
- свинина — 150 г
- цибуля — 1 шт.
- вершки — 50 г
- вода — 50 г
- сіль, перець — за смаком

Змолоти м'ясо, додати натерту цибулю, вершки, сіль, перець та вливаючи воду, відбити фарш до однорідної маси.

### Виготовлення пельменів
Для зручної роботи із тістом слід регулярно присипати робочу поверхню стола та качалки борошном через ситечко.
Розділити тісто на 2-3 частини. Кожну частину тіста тонко (1-2 мм) розкачати на столі качалкою та за допомогою склянки або чарки вирізати кружальця. Інший спосіб виготовлення кружалець із тіста — руками сформувати із кожної частини тіста ковбаску і нарізати її на маленькі шматочки, і потім кожен окремо розкачувати качалкою.
На кожен отриманий кружечок покласти фаршу та скласти півмісяцем. Стежачи, щоб начинка не потрапляла на місця з'єднання (інакше тісто не злипнеться), защипнути краї. Хвостики отриманого півмісяця зліпити докупи. Готові пельмені викласти на дошку, також попередньо присипану через ситечко борошном.
Пельмені можна за бажанням заморозити.

### Варіння
У киплячий та підсолений окріп вироби, помішуючи воду, обережно опускають по одному. Варити пельмені 5 хвилин після спливання на поверхню. Обережно перекласти шумівкою до тарілки. Подавати пельмені гарячими, за смаком зі сметаною, столовою гірчицею або оцтом із меленим чорним перцем.